# Garganus splendidus
Garganus splendidus är en insektsart som beskrevs av William Lucas Distant 1893. Garganus splendidus ingår i släktet Garganus och familjen ängsskinnbaggar. Inga underarter finns listade i Catalogue of Life.